# Point of Order!
Point of Order! è un documentario realizzato da Emile de Antonio nel 1963, basato sulle udienze Army-McCarthy contro l'ex senatore del Wisconsin Joseph McCarthy nel 1954. L'esercito accusa McCarthy e il suo consigliere Roy Cohn di aver fatto pressione per ottenere privilegi speciali per il soldato semplice G. David Schine, ex assistente di McCarthy e amico di Roy Cohn. La risposta dell'ex senatore a tale accusa è che si trattava di un'indagine per scovare possibili infiltrati comunisti nell'esercito. 

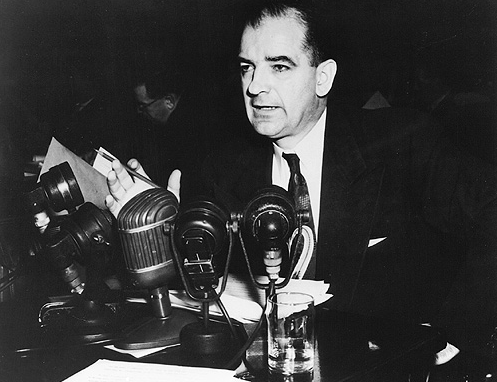
Joseph McCarthy

Le udienze contro McCarthy si svolgono dal 22 aprile al 17 giugno e vengono trasmesse in diretta sul canale ABC. Il materiale è archiviato dalla CBS Corporation. 

## Il documentario
Il film è costituito solamente da materiali d'archivio e il regista smonta spezzoni di 188 ore di registrato, per poi rimontare tutto in ordine non diacronico così da ottenere un film di circa 99 minuti, con un ingrandimento di 35 mm. De Antonio non aggiunge né una voce fuori campo, né un commento che guidino lo spettatore: le immagini sono montate seguendo il suo personale punto di vista sulla vicenda. L'obiettivo è fornire una testimonianza dello scontro politico tra la destra e la sinistra americane, questione che avrebbe portato l'insorgere della destra radicale di McCarthy e ciò che ne consegue, come ad esempio il maccartismo: atteggiamento politico repressivo, diffuso per lo più negli Stati Uniti, verso il comunismo per motivi ideologici, con reazioni psicologiche talvolta esagerate verso persone e gruppi ritenuti sovversivi. A causa di questo clima politico di terrore, molti artisti e figure dello spettacolo, anche conoscenti del regista, hanno perso il lavoro. De Antonio sostiene che il modo migliore per raccontare quanto accaduto, sia farne un film, partendo da un evento unico, ovvero le udienze Army-McCarthy, e alternare gli eventi in fase di montaggio. 
Il risultato è una sorta di collage, grazie al quale De Antonio mette in luce ciò che è accaduto in America verso metà degli anni cinquanta ed "elimina gli argomenti irrilevanti, rende serrato il conflitto e pungenti i rapporti, in una forma splendidamente strutturata. In questo modo Point of Order! [...] permette di rivivere questa parte di storia americana in un modo che non era possibile allora". Eppure, il lungometraggio non è esattamente una denuncia di quanto accaduto durante le udienze, ma è più una critica contro l'intero establishment americano: infatti, tutti i presenti al processo erano a favore della continua caccia ai comunisti. L'unico "eroe" è la macchina da presa, poiché rivela attraverso le immagini le contraddizioni di tutte le parole e di tutti i gesti dell'ex senatore, lasciato solo in aula a farneticare. 

## Trama
Il film utilizza i materiali selezionati dall'archivio della Cbs per mostrare lo sviluppo del processo contro Joseph R. McCarthy. È composto da un prologo, la presentazione del "cast" e sette episodi.

### Prologo
All'inizio della pellicola appare uno schermo nero e si sente una voce fuori campo (di Emile de Antonio), il quale annuncia allo spettatore ciò che vedrà per i prossimi 99 minuti. In seguito, compare il titolo e la Sala del Comitato dove si è tenuto il processo.

### Il cast

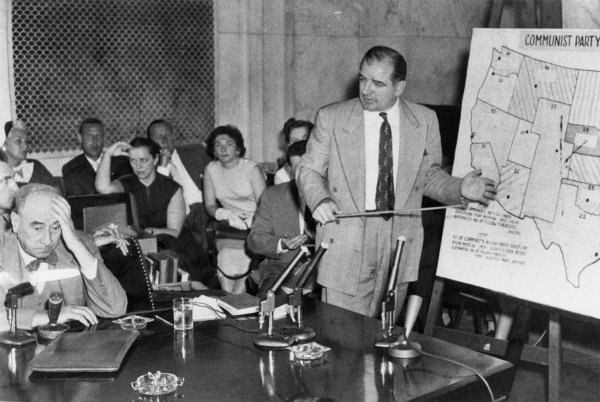
Joseph R. McCarthy indica sulla cartina geografica le "sospette infiltrazioni dei sovversivi comunisti", che minacciano la cultura statunitense. A sinistra vi è Joseph Nye Welch.

In questa fase, il regista presenta "i personaggi" del documentario, mostrando un'immagine dei soggetti, sovrapposta ad una registrazione asincrona che riporta una frase o battuta celebre di quei soggetti, in modo da far capire al pubblico il loro punto di vista. McCarthy viene presentato come protagonista della vicenda, infatti la sua dichiarazione dura più a lungo: egli fa riferimento ai pericoli che potrebbe causare il comunismo negli Stati Uniti, sostenendo che ci siano delle persone infiltrate nel Paese che prendono ordini da Mosca e che corrompono le menti dei giovani. 
Gli altri membri del processo presentati nella pellicola sono: Robert T. Stevenson, John Adams e Joseph Nye Welch, come rappresentanti dell'esercito; a rappresentare il Comitato vi sono Karl Mundt, Ray Jekins, John Little McClellan e Stuart Symington. Infine, insieme a McCarthy vi è il suo consigliere Roy Cohn. 

### Accusa e controaccusa
Il primo episodio del film, inizia con una serie di accuse e controaccuse riguardanti la situazione privilegiata del soldato semplice David Schine. L'accusa sostiene che il giovane sia in realtà un investigatore mandato da McCarthy per scovare probabili comunisti infiltrati nell'esercito. Quando Schine riceve l'avviso di leva l'ex senatore e Cohn fanno pressione sui funzionari dell'esercito in modo che Schine ottenga privilegi speciali: ad esempio indumenti migliori rispetto a quelli che vengono forniti normalmente ai soldati del suo rango. 
Queste accuse non si sarebbero verificate all'inizio del processo, ma De Antonio le inserisce all'inizio per fornire una linea guida allo spettatore e per dare un risvolto narrativo che vede McCarthy momentaneamente "vincitore". Infatti McCarthy riesce a respingere le accuse dell'esercito. 

### I grafici dell'esercito
In questa sezione, McCarthy contesta alcuni grafici presentati dall'arma, secondo i quali David Schine, grazie ai suoi vantaggi, avrebbe preso più giorni di ferie rispetto a quelli che vengono normalmente concessi ai soldati semplici. McCarthy risponde all'accusa prendendo una tabella e colorando i giorni presenti fino ad arrivare alla quantità di tempo di congedo a disposizione per un soldato medio, dimostrando che Schine non è uscito dai limiti imposti dall'arma. A questo punto, il rappresentante del Comitato Karl Mundt rimprovera l'esercito per aver fornito prove non veritiere. 
Sembra che McCarthy abbia la meglio, tuttavia la situazione si ribalta quando interviene uno dei rappresentanti dell'esercito, ovvero Joseph N. Welch, per chiedere a McCarthy di un documento, compilato da Schine e firmato dall'ex senatore stesso, in merito alla partecipazione a una missione militare. McCarthy sostiene di non aver mai visto quel foglio e Welch ribatte che l'ha palesemente firmato lui. Già da questa contraddizione inizia il declino dell'ex senatore perché si capisce che sta mentendo e Welch viene introdotto nel film come suo antagonista; infatti da qui in poi, molte inquadrature sono centrate su di lui. 

### La foto ritagliata
La quinta sezione inizia con Welch che intende affrontare la veridicità delle prove fornite dall'ex senatore e dai suoi collaboratori a sostegno di Schine. Welch, quindi, mostra due fotografie: la prima fornita da McCarthy e i suoi collaboratori, la quale ritrae Schine insieme a Robert T. Stevenson, mentre nella seconda foto di Welch vi è anche una terza persona, che pare sia il generale Omar Nelson Bradley. Welch sostiene che la fotografia autentica sia la seconda e che la prima sia stata ingrandita per far sembrare Schine da solo e non in gruppo. McCarthy esegue la sua "mozione d'ordine" per contestare Welch ma viene interrotto da Mundt. A seguito della disputa, Roy Cohn viene interrogato sull'origine della fotografia ritagliata ma non dà alcuna risposta in merito e McCarthy interviene per difenderlo. 
In realtà, durante le udienze del 1954, la questione della foto falsificata è avvenuta prima dei grafici dell'esercito e McCarthy non era coinvolto sulla questione della foto, ma solo i suoi collaboratori. De Antonio ha invertito questi due eventi e ha anche omesso i vari testimoni che hanno provato l'innocenza di McCarthy. Il motivo di tale scelta registica è anticipare il declino dell'ex Senatore, causato dalle sue menzogne e dalla sua disonestà. 

### Il presidente Eisenhower interviene
In questo episodio l'attenzione si sposta dal caso di David Schine ad una lettera scritta dal Presidente Dwight D. Eisenhower, nella quale egli "rivendica il privilegio dell'esecutivo, il diritto di riservatezza e l'opportunità costituzionale di proteggere la separazione dei poteri". A questa dichiarazione McCarthy reagisce in malo modo arrivando quasi ad insultare il Presidente e accusando Stevenson di aver presentato una prova troppo evasiva e perde ancora più consensi. 

### Una lettera da J. Edgar Hoover
McCarthy presenta una lettera che dice essere scritta dal direttore dell'FBI J. Edgar Hoover, dove quest'ultimo avrebbe riportato i nomi dei possibili sovversivi comunisti presenti negli stabilimenti di difesa e chiede a un testimone di leggerla ad alta voce. Tuttavia, il Comitato riceve la notizia che questa lettera non è stata scritta da Hoover e iniziano una serie di interrogatori: Welch chiede a McCarthy di rivelare la fonte della lettera, ma lui si rifiuta e inizia una discussione tra i due sulla presunta falsità della lettera. Infatti, quando Stuart Symigton e John McClennan insistono affinché McCarthy indichi la provenienza della lettera lui si rifiuta ancora e lancia accuse contro chiunque gli dia contro.
Alla fine, Welch interroga Cohn chiedendogli il numero esatto dei sospetti sovversivi comunisti negli stabilimenti di difesa. Cohn risponde che sono 130 in 16 stabilimenti e Welch gli chiede i loro nomi, ma senza ottenere risposta. McCarthy interviene per difendere il suo consigliere.
In questo episodio a De Antonio non interessa tanto mostrare se la lettera sia vera o meno, ma preferisce concentrarsi sul comportamento di McCarthy, dimostrando che egli sta perdendo sempre più credibilità per l'accusa di aver fornito prove non veritiere. 

### L'accusa
McCarthy non è in grado di spiegare la provenienza delle sue fonti e per denigrare Welch, accusa uno dei suoi giovani avvocati Frederick J. Fischer, di essere stato un membro di un'associazione comunista, fatto vero ma non rilevante ai fini del processo. Infatti, Fred Fischer non è coinvolto nelle udienze e parlare del suo caso ha solo peggiorato la situazione di McCarthy, Welch gli rivolge, infine la domanda che segna la fine della carriera politica di McCarthy: "Have you left no sense of decency sir, as long last? Have you left no sense of decency?". Anche dopo la domanda di Welch, McCarthy continua ad insistere sul caso di Fischer, mentre alcune inquadrature sullo sguardo imbarazzato di Cohn fanno capire che è inutile insistere sulla questione. L'ex senatore chiede al Comitato di chiamare un altro testimone, ma il Comitato non accetta e discute con Stuart Symington. 

### I file
In quest'ultima parte, Symington interroga un assistente di McCarthy sulla questione di alcuni documenti governativi riservati da parte dello staff di McCarthy. L'ex senatore interviene per difendere il suo assistente e discute nuovamente con Symington. A questo punto, Mundt dichiara l'aggiornamento della Corte e tutti i senatori si alzano ed escono dall'aula, tranne McCarthy che riamane solo in aula, mentre cerca di richiamare l'attenzione su di sé . Segue infine una breve panoramica della stanza vuota. 

## Produzione
Point of Order! è stato redatto per la rima volta insieme a Daniel Talbot: produttore e proprietario del teatro e cinema indipendente New Yorker Theather . La loro idea iniziale è di creare una serie di cortometraggi del processo da trasmettere in sequenza nel teatro di Talbot, così dopo aver scelto i materiali migliori, i due assumono un montatore professionista che si occupi di editare il film. Il risultato finale non piace a De Antonio, perché è presente la voce fuori campo, odiata dal regista e inoltre sono stati inserito materiali aggiuntivi insieme alle sequenze del processo. 
A seguito del ritiro di Talbot, De Antonio assume Robert Duncan, un giovane montatore alle prime armi, e i due procedono col montaggio dei puri materiali del cinescopio, per fornire la versione definitiva libera da commenti e voci fuori campo.

## Distribuzione
Point of Order! debutta nel teatro di Talbot senza un distributore ed ebbe più successo di quanto il regista pensasse, così Walter Reade-Sterling lo acquista per la distribuzione nazionale. Viene presentato alla prima edizione del New York Film Festival del 1963. 
Il film viene accolto bene dagli studenti, infatti viene mostrato, in una versione più lunga, anche in diversi campus universitari. Inoltre, De Antonio rimonta il film nella sezione "Accusa e Controaccusa", affinché potesse essere distribuito nel mercato educativo: questa versione viene distribuita da diverse aziende negli anni ottanta con una guida per l'insegnante su come mostrare la pellicola in classe. 

## Accoglienza
Point of Order! ha conosciuto un discreto successo al momento della distribuzione da parte del pubblico, inoltre ha attirato l'attenzione di autori che lavorano nel mondo del teatro: il drammaturgo Peter Weiss segue la stessa resa drammatica del film e realizza Die Ermittlung e il drammaturgo Heiner Kipphardt raccoglie i materiali delle udienze su J. Robert Oppenheimer per creare la sua opera Sache J. Robert Oppenheimer.